# Turma do Gueto
Turma do Gueto é um seriado brasileiro produzido pela Casablanca e exibido pela RecordTV. Escrito por Netinho de Paula e Laura Malin, com direção geral de Pedro Siaretta e Claudio Callao, na 1ª temporada. A série mostrava a vida nas favelas de São Paulo. Pelé chegou a participar do trailer do seriado.
A série estreou em 2002 e se encerrou em 2004. Deu expressivos índices de audiência para os padrões da emissora na época, revelando talentos como Adriana Alves, Carlos de Niggro, Sidney Santiago e Tallyta Cardoso.
A série se passava na periferia de São Paulo e mostrava as dificuldades vividas por alunos e professores da "Escola Municipal Quilombo" e o cotidiano da comunidade a sua volta. As histórias tinham como referência a vida real, relatando desde amizades e paixões até o envolvimento com drogas.

## Temporadas
| Temporada | Transmissão original    | Transmissão original    | Número de Episódios |
| Temporada | Estreia                 | Final                   | Número de Episódios |
| --------- | ----------------------- | ----------------------- | ------------------- |
| 1         | 4 de novembro de 2002   | 17 de fevereiro de 2003 | 16                  |
| 2         | 24 de fevereiro de 2003 | 9 de junho de 2003      | 16                  |
| 3         | 16 de junho de 2003     | 29 de setembro de 2003  | 16                  |
| 4         | 6 de outubro de 2003    | 26 de janeiro de 2004   | 16                  |
| 5         | 2 de fevereiro de 2004  | 24 de maio de 2004      | 16                  |
| 6         | 31 de maio de 2004      | 20 de setembro de 2004  | 16                  |

## Principais personagens
- Jamanta (Nill Marcondes) é o chefe do tráfico de drogas. Ele e o irmão foram criados por seus tios, que o expulsaram de casa ao descobrir que ele havia se envolvido com o tráfico. Já foi olheiro, avião, soldado, fornecedor e traficante principal, até construir seu próprio "império". Tem problemas com a polícia e com concorrência no tráfico.
- Ricardo (Netinho de Paula) é professor de português. Tem a missão de melhorar a vida dos alunos da "Escola Municipal Quilombo". Se envolve numa relação amorosa com Pâmela e com Tina e problemas com Jéfferson. Torna a escola um lugar comunitário.
- Jéfferson (Big Richard) é professor de química da "Escola Municipal Quilombo". Tem sérios problemas com a entrada de Ricardo, que quer mudar completamente o ambiente, e seu estresse causará ódio em muita gente. Torna-se mais violento ao fazer parte do grupo de Pé-de-Pato. Sofre um acidente com armas de fogo e, sozinho, paga a uma prostituta para lhe tomar conta. Se apaixona por ela e tem problemas morais com isso.

## Elenco

### Temporada 1 e 2
| - Adriana Alves – Pâmela - Afro-X – Talento - Ailton Rosa – Fubá / Jacaré - Aline Ortolan – Kelly - Ana Paula Demambro – Tina - André Ricardo de Almeida – Tico - Bel Antunes – Alzira - Big Richard – Jéfferson - Bruno Tarcis – Ismael - Carlos de Niggro – Pernoca (capanga de jamanta) - Célia Cipriano – Cibele - Cida Torlai – Alberta - Compadre Washington – Geraldo - Danielle Barros – Nana - Gina de Oliveira – Val | - Henrique Garcia – João PM - Hugo Nápoli – Seu Oscar - Ícaro Brasil – Wagner - Jorge Marcondes – Edson - Letícia Porto – Natasha - Luciana Silveira – Virgínia - Lucimara Martins – Nice - Marco Xavier – Eliezer - Netinho de Paula – Ricardo - Nill Marcondes – Jamanta - Paixão de Jesus – Gardênia (mãe de Pernoca) - Samantha Monteiro – Léa - Sidney Santiago – Xarope - Simonny – Esther |

### Temporada 3
| - Adriana Alcântara – Isabel (professora de português) - Ailton Rosa – Jacaré - Alexandre Frota – Nenê / Kadu - Cláudio Sátiro – Delegado Otacílio - Créo Kellab – Rodrigo - Edson Montenegro – Evandro - Ernando Tiago – Policial Cabral - Fânia Espinosa – Diana / Marina - Fernando Devenir – Policial Devenir | - Fran Estevan – Meia-Bola (capanga de Jamanta) - Lui Mendes – Luis Felipe (professor de matemática) - Luís Barros – Bico de Pato (capanga de Nenê) - Luís Sorrentino – Cicatriz (capanga de Jamanta) - Nilton Santos – Shaquila (capanga de Jamanta) - Paula Melissa – Suzana (diretora da escola) - Paulo Pompeo – Isaías - Rosaly Papadopol – Baby Shelley - Tallyta Cardoso – Paulinha (traficante do bando de Nenê) |

## Trilha sonora[18]
1. "Mano Chega Aí" – Z'África Brasil
2. "Pacto" (acústica) – Expressão Ativa
3. "Aquela Mina É Firmeza" – Ndee Naldinho
4. "Pirituba" (parte 2) – RZO
5. "Viver no Gueto, Vichiii..." – Conexão do Morro
6. "Baseado em Fatos Reais" – Detentos do Rap
7. "Um Pião di Vida Loka" – Trilha Sonora do Gueto
8. "Vai na Fé" – DBS e a Quadrilha
9. "Babilônia" (remix) – Império Z/O
10. "Como Vai Mano" (parte 2) – Cartel Central
11. "Periferia" – Herança Negra
12. "Depoimento de um Viciado" – Realidade Cruel
13. "Selva de Pedra" – Tribunal MC's